# Сиверич
Сиверич (хорв. Siverić) — населений пункт у Хорватії, в Шибеницько-Книнській жупанії у складі міста Дрниш.

## Населення
Населення за даними перепису 2011 року становило 499 осіб.
Динаміка чисельності населення поселення:

## Клімат
Середня річна температура становить 12,29 °C, середня максимальна – 26,75 °C, а середня мінімальна – -1,86 °C. Середня річна кількість опадів – 929 мм.
| Клімат поселення                              | Клімат поселення | Клімат поселення | Клімат поселення | Клімат поселення | Клімат поселення | Клімат поселення | Клімат поселення | Клімат поселення | Клімат поселення | Клімат поселення | Клімат поселення | Клімат поселення | Клімат поселення |
| Показник                                      | Січ.             | Лют.             | Бер.             | Квіт.            | Трав.            | Черв.            | Лип.             | Серп.            | Вер.             | Жовт.            | Лист.            | Груд.            |                  |
| Середній максимум, °C                         | 9,46             | 9,66             | 12,52            | 16,07            | 20,99            | 24,69            | 26,75            | 26,65            | 22,00            | 17,30            | 12,23            | 9,55             |                  |
| Середня температура, °C                       | 3,80             | 4,00             | 6,84             | 10,41            | 15,34            | 19,03            | 22,34            | 22,23            | 17,57            | 12,89            | 7,81             | 5,13             |                  |
| Середній мінімум, °C                          | −1,86            | −1,66            | 1,18             | 4,76             | 9,68             | 13,37            | 17,93            | 17,83            | 13,17            | 8,47             | 3,40             | 0,70             |                  |
| Норма опадів, мм                              | 75               | 69               | 73               | 80               | 67               | 67               | 44               | 57               | 86               | 99               | 116              | 96               |                  |
| Середньомісячна швидкість вітру, м/с          | 2.03             | 2.27             | 2.46             | 2.42             | 2.16             | 1.92             | 1.92             | 1.78             | 1.90             | 1.97             | 2.27             | 2.28             |                  |
| Середньомісячна сонячна радіація, кДж/м²·день | 5360             | 8058             | 11685            | 16146            | 20004            | 22468            | 24195            | 21209            | 15757            | 10251            | 5716             | 4544             |                  |
| --------------------------------------------- | ---------------- | ---------------- | ---------------- | ---------------- | ---------------- | ---------------- | ---------------- | ---------------- | ---------------- | ---------------- | ---------------- | ---------------- | ---------------- |
| Джерело:                                      |                  |                  |                  |                  |                  |                  |                  |                  |                  |                  |                  |                  |                  |